# Système quater-imaginaire
Le système de numération quater-imaginaire fut proposé en premier par Donald Knuth en 1955, lors d'une soumission à une recherche de talent scientifique au lycée. C'est un système positionnel non standard (en) car à base complexe (en), qui utilise comme base le nombre imaginaire pur 2i. Il peut représenter chaque nombre complexe en utilisant seulement les chiffres 0, 1, 2 et 3 (les réels négatifs, dont la représentation dans un système standard utilise le signe moins, sont représentables en quater-imaginaire par une simple suite de chiffres).

## Puissances de2i
| n     | −8    | −7    | −6    | −5    | −4   | −3  | −2   | −1   | 0 | 1  | 2  | 3   | 4  | 5   | 6   | 7     | 8   |
| (2i)n | 1/256 | i/128 | −1/64 | −i/32 | 1/16 | i/8 | −1/4 | −i/2 | 1 | 2i | −4 | −8i | 16 | 32i | −64 | −128i | 256 |

## Du système décimal vers le système quater-imaginaire
| Base 10 | Base 2i |
| ------- | ------- |
| 1       | 1       |
| 2       | 2       |
| 3       | 3       |
| 4       | 10300   |
| 5       | 10301   |
| 6       | 10302   |
| 7       | 10303   |
| 8       | 10200   |
| 9       | 10201   |
| 10      | 10202   |
| 11      | 10203   |
| 12      | 10100   |
| 13      | 10101   |
| 14      | 10102   |
| 15      | 10103   |
| 16      | 10000   |

| Base 10 | Base 2i |
| ------- | ------- |
| –1      | 103     |
| −2      | 102     |
| −3      | 101     |
| −4      | 100     |
| −5      | 203     |
| −6      | 202     |
| −7      | 201     |
| −8      | 200     |
| −9      | 303     |
| −10     | 302     |
| −11     | 301     |
| −12     | 300     |
| −13     | 1030003 |
| −14     | 1030002 |
| −15     | 1030001 |
| −16     | 1030000 |

| Base 10 | Base 2i  |
| ------- | -------- |
| i       | 10,2     |
| 2i      | 10       |
| 3i      | 20,2     |
| 4i      | 20       |
| 5i      | 30,2     |
| 6i      | 30       |
| 7i      | 103000,2 |
| 8i      | 103000   |
| 9i      | 103010,2 |
| 10i     | 103010   |
| 11i     | 103020,2 |
| 12i     | 103020   |
| 13i     | 103030,2 |
| 14i     | 103030   |
| 15i     | 102000,2 |
| 16i     | 102000   |

| Base 10 | Base 2i |
| ------- | ------- |
| −i      | 0,2     |
| −2i     | 1030    |
| −3i     | 1030,2  |
| −4i     | 1020    |
| −5i     | 1020,2  |
| −6i     | 1010    |
| −7i     | 1010,2  |
| −8i     | 1000    |
| −9i     | 1000,2  |
| −10i    | 2030    |
| −11i    | 2030,2  |
| −12i    | 2020    |
| −13i    | 2020,2  |
| −14i    | 2010    |
| −15i    | 2010,2  |
| −16i    | 2000    |

## Exemples
- Deux exemples d'entiers :

{\displaystyle -31_{10}=d_{0}+d_{2}(2{\rm {i}})^{2}+d_{4}(2{\rm {i}})^{4}+d_{6}(2{\rm {i}})^{6}+\dots =d_{0}-4d_{2}+16d_{4}-64d_{6}+\dots \Leftrightarrow }
{\displaystyle d_{0}=1,\quad 8_{10}=d_{2}-4d_{4}+16d_{6}-\dots \Leftrightarrow }
{\displaystyle d_{0}=1,\quad d_{2}=0,\quad -2_{10}=d_{4}-4d_{6}+\dots \Leftrightarrow }
{\displaystyle d_{0}=1,\quad d_{2}=0,\quad d_{4}=2,\quad d_{6}=1,\quad d_{8}=\dots =0}
donc
{\displaystyle -31_{10}=1020001_{2{\rm {i}}}.}
De même, {\displaystyle 15_{10}=10103_{2{\rm {i}}}.}
- La conversion d'un nombre dyadique se ramène à celle d'un entier :

{\displaystyle {\frac {31}{4}}=-31(2{\rm {i}})^{-2}=10200{,}01_{2{\rm {i}}}.}
- La conversion du produit par i d'un nombre dyadique aussi :

{\displaystyle -{\frac {15{\rm {i}}}{2}}=15(2{\rm {i}})^{-1}=1010{,}3_{2{\rm {i}}}.}
- La partie réelle et la partie imaginaire s'additionnent :

{\displaystyle {\frac {31}{4}}-{\frac {15}{2}}{\rm {i}}=10200{,}01_{2{\rm {i}}}+1010{,}3_{2{\rm {i}}}=11210{,}31_{2{\rm {i}}}.}